# Du thuyền xa xỉ

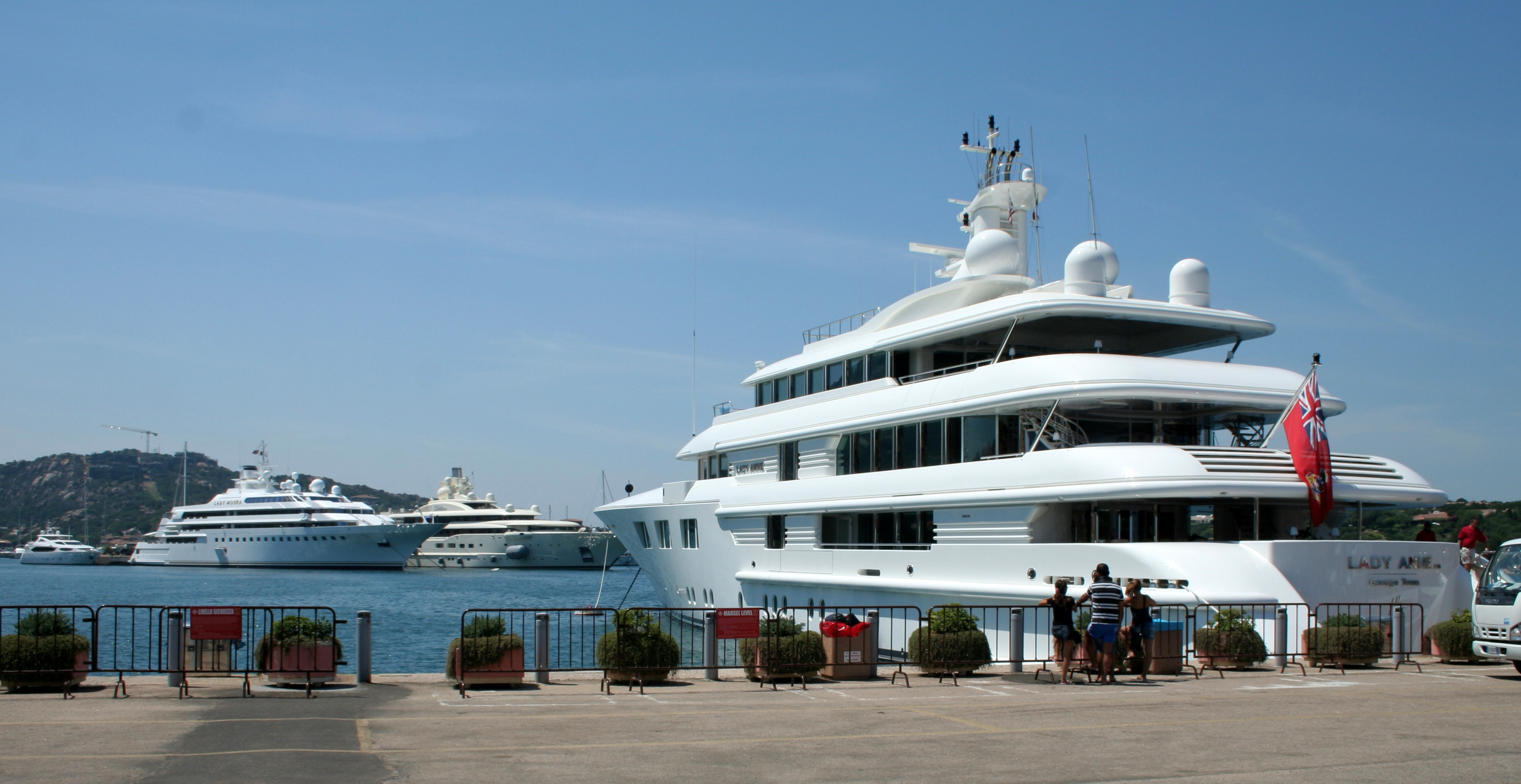
3 trong 100 du thuyền lớn nhất – Lady Moura, Dilbar, và Lady Anne – đậu tại cảng Porto Cervo, Sardinia

Du thuyền xa xỉ (tiếng Anh: Luxury yacht hay super-yacht, mega-yacht, và giga-yacht) là tên gọi cho những du thuyền tư nhân đắt tiền có buồm hay động cơ, có hành đoàn riêng, chạy được ra ngoài biển khơi. Những chỗ neo thuyền nổi tiếng của các du thuyền này ở châu Âu là cảng du thuyền ở Monaco và Antibes tại biển Côte d’Azur, Puerto Portals ở Mallorca, Porto Cervo tại biển Costa Smeralda hay Dubrovnik ở Croatia.

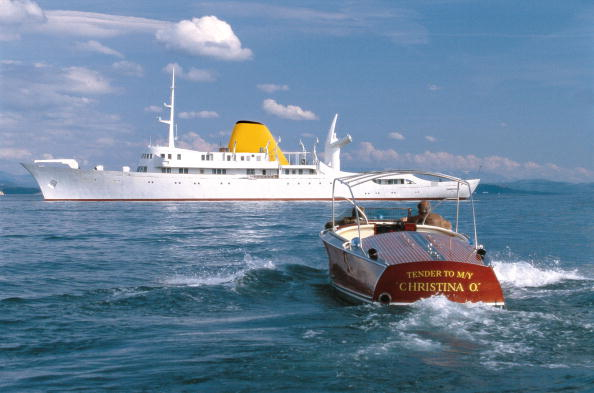
Christina O của Aristotle Onassis

## Lịch sử
Những từ này bắt đầu xuất hiện kể từ đầu thế kỷ 20, khi những người giàu có cho đóng những du thuyền tư nhân lớn để giải trí, như chiếc Jemima F. III của Charles Henry Fletcher, dài 111 foot (34 m), là chiếc du thuyền có động cơ lớn nhất thế giới vào năm 1908.
Những thí dụ khác của các du thuyền xa xỉ có động cơ vào thuở ban đầu gồm có du thuyền Cox & King, du thuyền của Charles L. Seabury and Company, Christina O, và Savarona.

## Định nghĩa

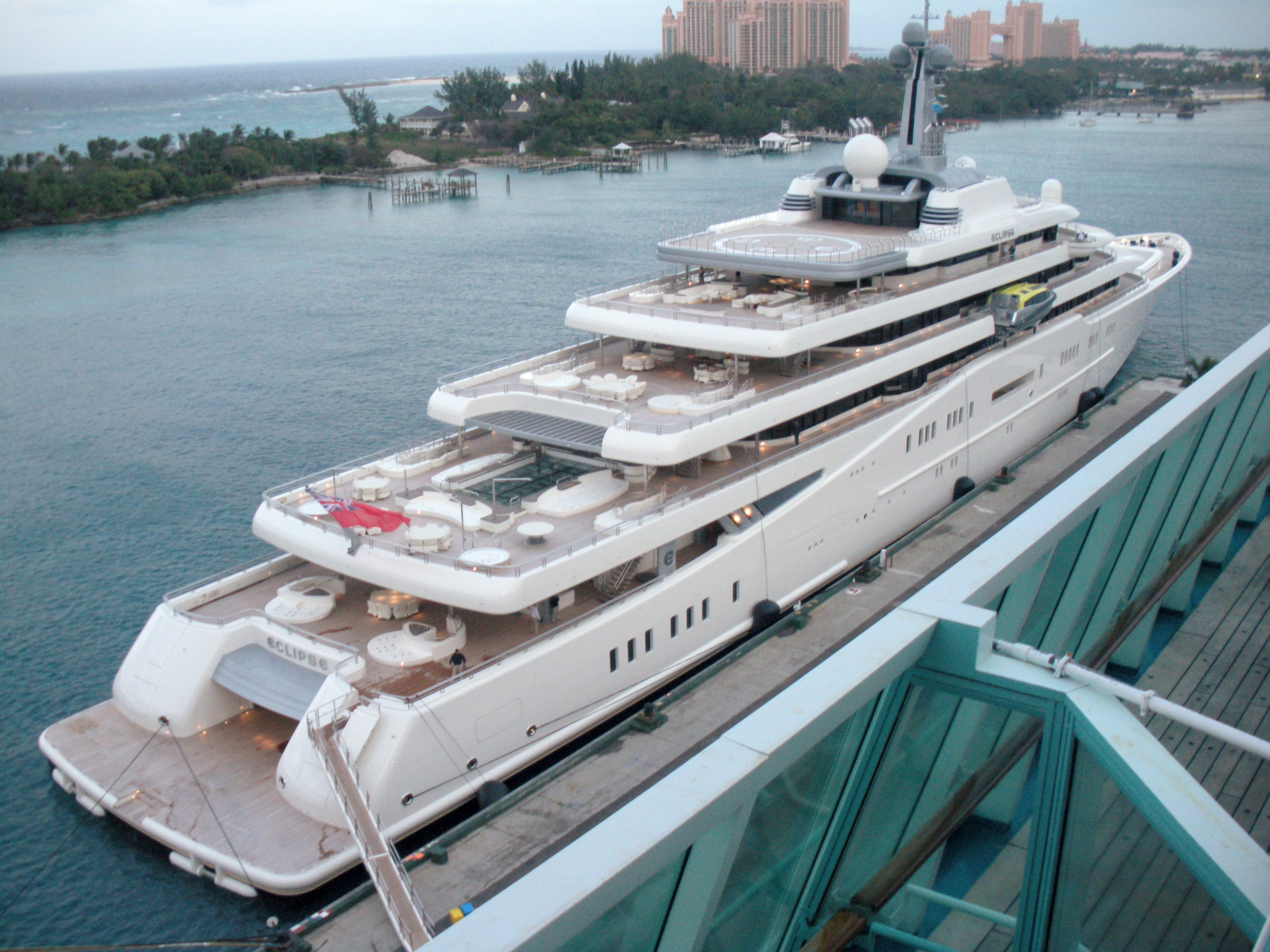
Eclipse neo tại Nassau, tháng 1 năm 2011

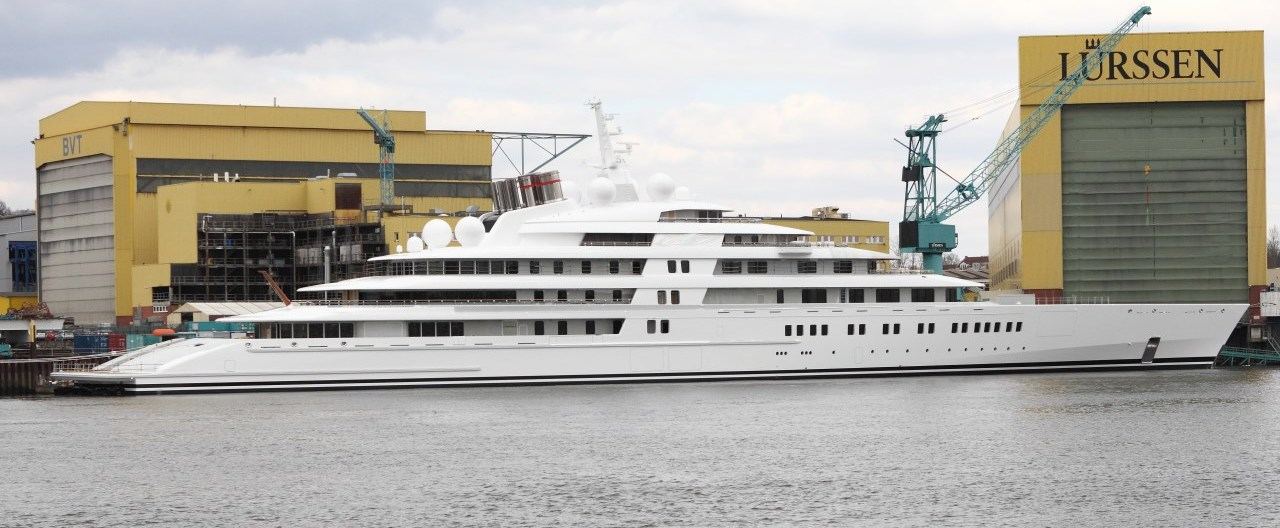
Azzam trước xưởng

Không có tiêu chuẩn công nghệ để phân biệt các loại du thuyền. Chỉ sự phân biệt theo luật lệ giữa các du thuyền trên và dưới 24 mét (79 ft), bởi vì tại một số quốc gia du thuyền trên 24 m phải có hành đoàn thường trực trên thuyền. Thường thì các du thuyền dài hơn 24 m được gọi là luxury yacht. Dài tới 60 m được gọi là Superyacht , trên 60 m là Megayacht, và trên 100 m 
Gigayacht.

## Du thuyền lớn nhất
Hiện tại 2 du thuyền lớn nhất là chiếc 163,5 mét (536 ft) M/Y Eclipse, của doanh nhân Nga Roman Abramovich được đóng bởi Blohm + Voss và chiếc 180 mét (590 ft) Azzam, đóng bởi Lürssen, chủ nhân là tộc trưởng (Sheikh) Khalifa bin Zayed Al Nahyan, tổng thống của Các Tiểu vương quốc Ả Rập Thống nhất. xuống nước vào năm 2013. 